# Caroline Garciaová
Caroline Garciaová (nepřechýleně Garcia, * 16. října 1993 Saint-Germain-en-Laye) je francouzská profesionální tenistka, vítězka grandslamových čtyřher na French Open 2016 a 2022 a šampionka Turnaje mistryň 2022. Ve své dosavadní kariéře na okruhu WTA Tour vyhrála jedenáct singlových turnajů včetně Wuhan Open 2017, China Open 2017 a Western & Southern Open 2022 z kategorie WTA 1000. K nim přidala osm deblových trofejí. V rámci okruhu ITF získala jeden titul ve dvouhře a čtyři ve čtyřhře.
Na žebříčku WTA byla ve dvouhře nejvýše klasifikována v září 2018 na 4. místě a ve čtyřhře v říjnu 2016 na 2. místě. V dubnu 2023 ji začal podruhé trénovat Bertrand Perret. Dříve tuto roli plnili otec Louis Paul Garcia, Gabriel Urpí a Juan Pablo Guzmán.
V grandslamové dvouhře se nejdále probojovala do semifinále US Open 2022, v němž podlehla Ons Džabúrové. Tunisanka  ukončila její 13zápasovou šňůru výher. Trofeje si odvezla z ženské čtyřhry French Open 2016 a 2022 s krajankou Kristinou Mladenovicovou. V prvním finále zdolaly Rusky Makarovovou s Vesninovou a ve druhém Američanky Gauffovou s Pegulaovou. Jako poražené finalistky skončily na US Open 2016 po prohře od Mattekové-Sandsové a Šafářové, přestože ve druhé sadě za stavu 5–4 na gamy podávaly na vítězství. V sezóně 2016 se staly deblovými mistryněmi světa ITF a WTA je vyhlásila nejlepším párem roku.
S Mladenovicovou ukončila spolupráci po osmi finálových účastech v březnu 2017, kdy se rozhodla zaměřit na singlovou kariéru. V době rozchodu obě sdílely 2. příčku žebříčku a byly nejlepším párem světa. Společně pak hrály ve Fed Cupu a na odložené letní olympiádě 2020 v Tokiu. Partnerství obnovily na Australian Open 2022.

## Týmové soutěže

### Billie Jean King Cup

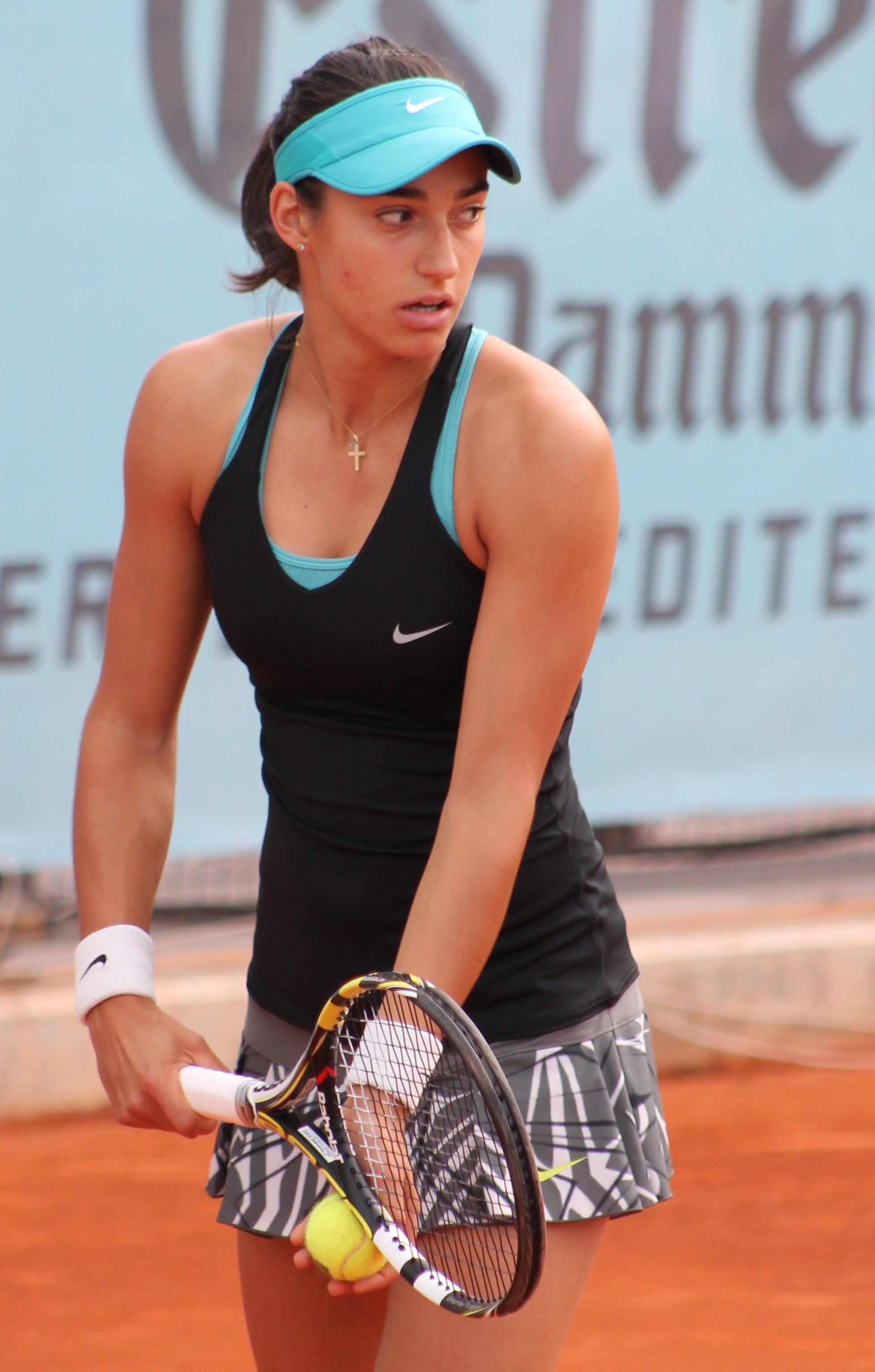
Na Madrid Open 2014

Ve francouzském fedcupovém týmu debutovala v roce 2013 jako 19letá čtyřhrou baráže druhé světové skupiny proti Kazachstánu, v němž po boku Kristimi Mladenovicové dokázala ve dvou sadách porazit pár Sesil Karatančevová a Galina Voskobojevová. Francouzky zvítězily celkově 4:1 na zápasy.
Ve finále Fed Cupu 2016 proti České republice vyhrála v roli jedničky obě dvouhry, sobotní nad světovou jedenáctkou Kvitovou i nedělní proti šesté hráčce žebříčku Karolíně Plíškové. Rozhodující čtyřhru však s Mladenovicovou nezvládly a Francouzky odešly poraženy 2:3 na zápasy.
V perthském finále Fed Cupu 2019 proti Austrálií ji v sobotní dvouhře deklasovala dvěma „kanáry“ světová jednička Ashleigh Bartyová. V nedělní rozhodující čtyřhře pak s Mladenovicovou porazily dvojici Bartyová a Stosurová, čímž zajistily Francii třetí trofej.
Do roku 2024 v soutěži nastoupila ke čtrnácti mezistátním utkáním s bilancí 14–7 ve dvouhře a 9–1 ve čtyřhře.

### Olympijské hry
Francii reprezentovala na Letních olympijských hrách 2016 v Riu de Janeiru, kde v ženské dvouhře dohrála ve druhém kole, když nestačila na desátou nasazenou Britku Johannu Kontaovou. Po boku Nicolase Mahuta vytvořila nejvýše nasazený pár smíšené soutěže. Otevírací duel proti brazilské dvojici Teliana Pereirová a Marcelo Melo, startující na divokou kartu, však prohráli ve dvou tiebreacích.
Spolu s Kristinou Mladenovicovou skončily v ženské čtyřhře Riodejaneirských her překvapivě již v úvodním kole na raketách japonského páru Misaki Doiová a Eri Hozumiová, když startovaly jako druhé nasazené. Francouzský svaz Fédération Française de tennis obě hráčky v závěru srpna 2016 vyřadil z fedcupového týmu za jejich nevhodnou reprezentaci na olympiádě. Důvodem se stalo jejich prudké ohrazení na adresu svazu, jenž podle nich mohl za informační chaos ve věci oblečení. Do zápasu se každá chystala nastoupit v jiném oděvu, což pravidla neumožňovala. Garciová si tak musela vypůjčit výstroj spoluhráčky a ze zamlčení této informace kritizovaly činovníky. Svaz dočasnou suspenzaci zrušil 24. září 2016 a obě tak mohly odehrát finále Fed Cupu 2016.
Zúčastnila se také o rok odložených Her XXXII. olympiády v Tokiu, hraných v létě 2021, kde v úvodním kole dvouhry podlehla Chorvatce Donně Vekićové. Spolu s Mladenovicovou v ženské čtyřhře prohrály první zápas s Nizozemkami Kiki Bertensovou a Demi Schuursovou, když o postupujících rozhodl až těsný supertiebreak poměrem [9–11].

### Hopmanův pohár
Za Francii nastoupila také na Hopman Cupu 2016. V páru s krajanem z druhé stovky Kennym de Schepperem obsadili bez výhry čtvrté, poslední místo v základní skupině B. Ve dvouhrách přitom vyhrála všechny tři singly proti Heather Watsonové, Sabine Lisické i Darje Gavrilovové. Z mixů však francouzští tenisté odešli vždy poraženi.

## Tenisová kariéra
Poprvé se na grandslamu představila v kvalifikaci French Open 2010, v níž prohrála v úvodním kole. Premiérový start v hlavní soutěži turnajů této kategorie zaznamenala na Australian Open 2011, kam obdržela divokou kartu. V úvodním kole porazila Varvaru Lepčenkovou. Jednalo se zároveň o debut v hlavní soutěži na turnajích okruhu WTA Tour, aby ve druhém kole nestačila na Japonku Ajumi Moritovou.
V Melbourne startovala také juniorku dívek, v níž se probojovala do semifinále, kde podlehla pozdější vítězce Sophie An-Mestachové.
V květnu opět obdržela divokou kartu na druhý grandslam sezóny French Open 2011. Nejdříve přešla přes Zuzanu Ondráškovou ve dvou setech. Poté ji čekala bývalá světová jednička a sedmá nasazená Maria Šarapovová, nad níž vedla 6–3, 4–1 a 15:0, ovšem zápas ztratila, když Ruska dokázala uhrát jedenáct gamů v řadě a utkání otočit.

### 2016–2017: Deblová vítězka French Open a průlom do Top 10 dvouhry

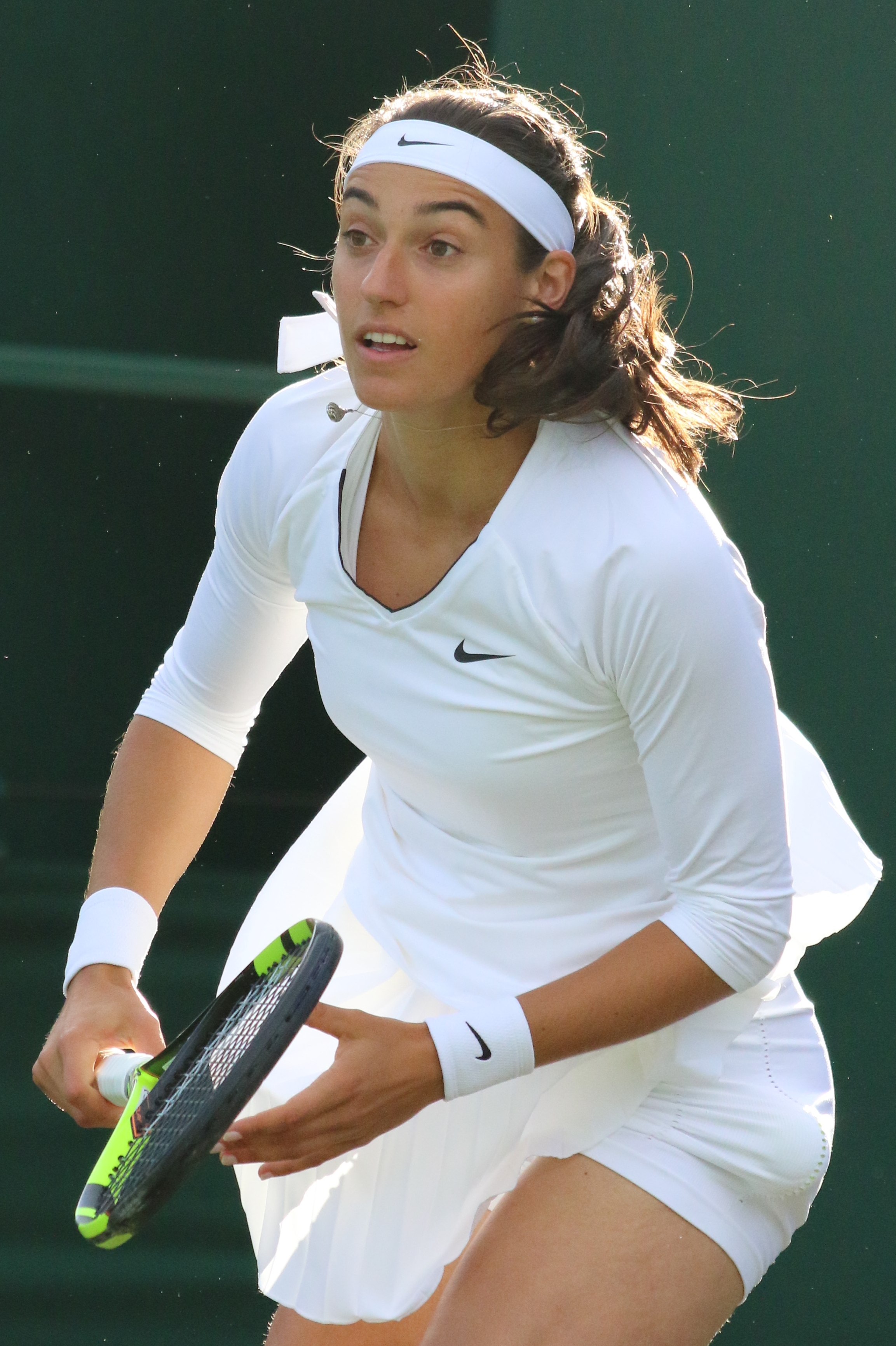
Ve Wimbledonu 2016 dohrála ve druhém kole na raketě Kateřiny Siniakové

Na květnovém Internationaux de Strasbourg 2016 vyhrála druhou singlovou trofej poté, co jako turnajová desítka v závěrečném duelu antukového turnaje porazila chorvatskou kvalifikantku Mirjanu Lučićovou Baroniovou ve dvou sadách. První grandslamový titul získala v ženské čtyřhře French Open 2016, kde s krajankou Kristinou Mladenovicovou ve finále zdolaly ruský pár Jekatěrina Makarovová a Jelena Vesninová.
V premiérovém ročníku travnatého Mallorca Open 2016 ve čtvrtfinále vyřadila třetí nasazenou bývalou světovou jedničku Anu Ivanovićovou a v semifinále na ni nenašla recept Belgičanka Kirsten Flipkensová. Finálové klání s Lotyškou Anastasijí Sevastovovou pak zvládla za 1:17 hodin ve dvou setech.
Na počátku října 2017 si připsala debutové turnajové vítězství z kategorie Premier 5, když ovládla Wuhan Open 2017 v čínském Wu-chanu. Na cestě do finále vyřadila v úvodním kole dvanáctou nasazenou Angelique Kerberovou, ve třetí fázi turnajovou sedmičku Dominiku Cibulkovou, ve čtvrtfinále Rusku Jekatěrinu Makarovovou a mezi poslední čtveřicí řeckou kvalifikantku Marii Sakkariovou. V závěrečném duelu zdolala Australanku Ashleigh Bartyovou po třísetovém průběhu a dobyla čtvrtý singlový titul na okruhu WTA Tour a zároveň první v kategorii Premier 5. Po turnaji se posunula na kariérní maximum, když 2. října 2017 figurovala na 15. příčce.
Formu zužitkovala navazující týden na pekingském China Open 2017, který jí vynesl první trofej z druhé nejvyšší kategorie Premier Mandatory. Čtvrtfinálová fáze znamenala těsné vítězství nad ukrajinskou světovou trojkou Elinou Svitolinovou poté, co o postupující rozhodl až tiebreak závěrečné sady poměrem míčů 8:6. V semifinále nezaváhala s hráčkou z druhé světové desítky Petrou Kvitovou, aby ve finále přehrála 26letou nastupující světovou jedničku Simonu Halepovou po dvousetovém průběhu. Bodový zisk z uplynulých dvou týdnů Francouzku poprvé v kariéře posunul do elitní světové desítky žebříčku WTA. Ve vydání z 9. října 2017 jí tak patřilo 9. místo. Zároveň navýšila šňůru neporazitelnosti na jedenáct utkání a ocitla se na poslední osmé postupové pozici pro singapurský Turnaj mistryň.

### 2022: Vítězka Turnaje mistryň a čtyřhry French Open, návrat do Top 5
Zlom v nevýrazné první polovině sezóny přišel na pařížském French Open, před kterým figurovala až na 79. příčce singlového hodnocení. Ve dvouhře sice dohrála ve druhém kole, v deblové části turnaje ale opět spojila síly s Mladenovicovou. Vzhledem k nízkému postavení na deblovém žebříčku, kde jim patřilo až 469. a 232. místo, obdržely divokou kartu. Potřetí společně postoupily do finále majoru, v němž zdolaly Američanky Coco Gauffovou s Jessicou Pegulaovou, přestože prohrály první sadu. Z Roland Garros si odvezly druhou společnou trofej, jíž navázaly na svůj dosud poslední titul z French Open 2016.

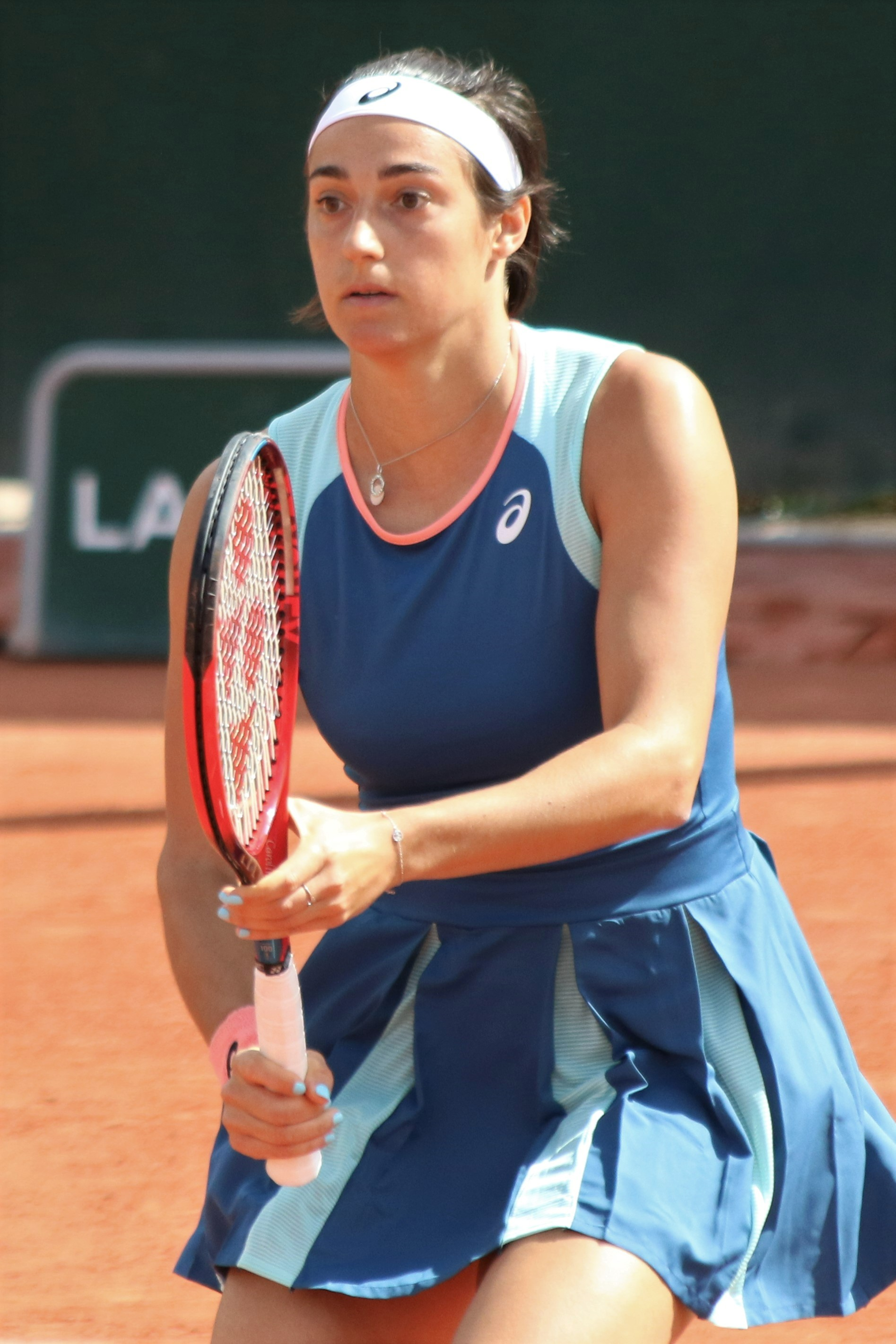
Na French Open získala druhou deblovou grandslamovou trofej

Formu si následně přenesla do dvouhry, když triumfovala na travnatém Bad Homburg Open. Ve semifinále se ocitla na hraně vyřazení, když musela proti krajance Cornetové musela mečbol. Osmý kariérní triumf a třetí z trávy získala po výhře nad Biancou Andreescuovou po 2.47 hodiny hry, přestože po ztraceném úvodu zápasu ve druhém dějství prohrávala již 2–4 a i do rozhodující dějství vstoupila prohraným servisem. Na travnatém povrchu triumfovala již potřetí. Ve Wimbledonu zastavila ve druhém kole domácí naději na titul a úřadující vítězku US Open Emmu Raducanuovou a poprvé po pěti letech se dostala na londýnské trávě na druhého týdne. V boji o čtvrtfinále ji porazila Češka Marie Bouzková, která se dopustila pouhých čtyř nevynucených chyb.
Během letních evropských antukových turnajích postoupila při všech třech účastech alespoň do čtvrtfinále. Nejlépe si vedla ve Varšavě. Tam mezi poslední osmičkou ukončila 18zápasovou neporazitelnosti na antukových dvorcích světové jedničky Igy Świątekové. Zároveň poprvé porazila úřadující světovou jedničku. Turnaj nakonec celý ovládla, když ve finále zdolala Anu Bogdanovou.
Přestože na žebříčku byla klasifikována na 35. místě, musela na Western & Southern Open projít dvoukolovou kvalifikací. V hlavní soutěži na její raketě dohrály tři hráčky z první světové desítky – ve druhém kole světová trojka Maria Sakkariová, ve čtvrtfinále světová osmička Jessica Pegulaová a v semifinále sedmička Aryna Sabalenková. Ve finále pak zdolala Češku Petru Kvitovou. Získala tak jubilejní desátý singlový titul a po Wu-chanu s Pekingem třetí v kategorii WTA 1000, včetně její předchůdkyně Premier Mandatory & 5. Stala se tak vůbec první kvalifikantkou, která vyhrála turnaj WTA 1000, tj. od zavedení kategorie v roce 2009, a zároveň první hráčkou, která v probíhající sezóně vyhrála turnaje ve všech třech površích. Bodový zisk znamenal návrat na 17. příčku. Rovněž 11 es z finále znamenalo, že se posunula do čela sezónní statistiky s celkovými 286 esy. Ve vítězném tažení pokračovala na US Open. Podruhé v kariéře a poprvé od French Open 2017 prošla do mezi poslední osm hráček turnaje a výhrou nad Coco Gauffovou postoupila poprvé do semifinále na grandslamovém turnaji. Přerušila tak čekání na účast francouzské reprezentantky v boji o grandslamové finále, které trvalo od Wimbledonu 2013 a na US Open dokonce od roku 2006. V semifinále ji deklasovala Tunisanka Ons Džabúrová, na kterou uhrála jenom čtyři hry, přestože v pěti dosavadních zápasech na turnaji neztratila ani set. Bodový zisk i tak znamenal návrat mezi deset nejlepších tenistek světa, kde předtím naposledy byla v říjnu 2018.

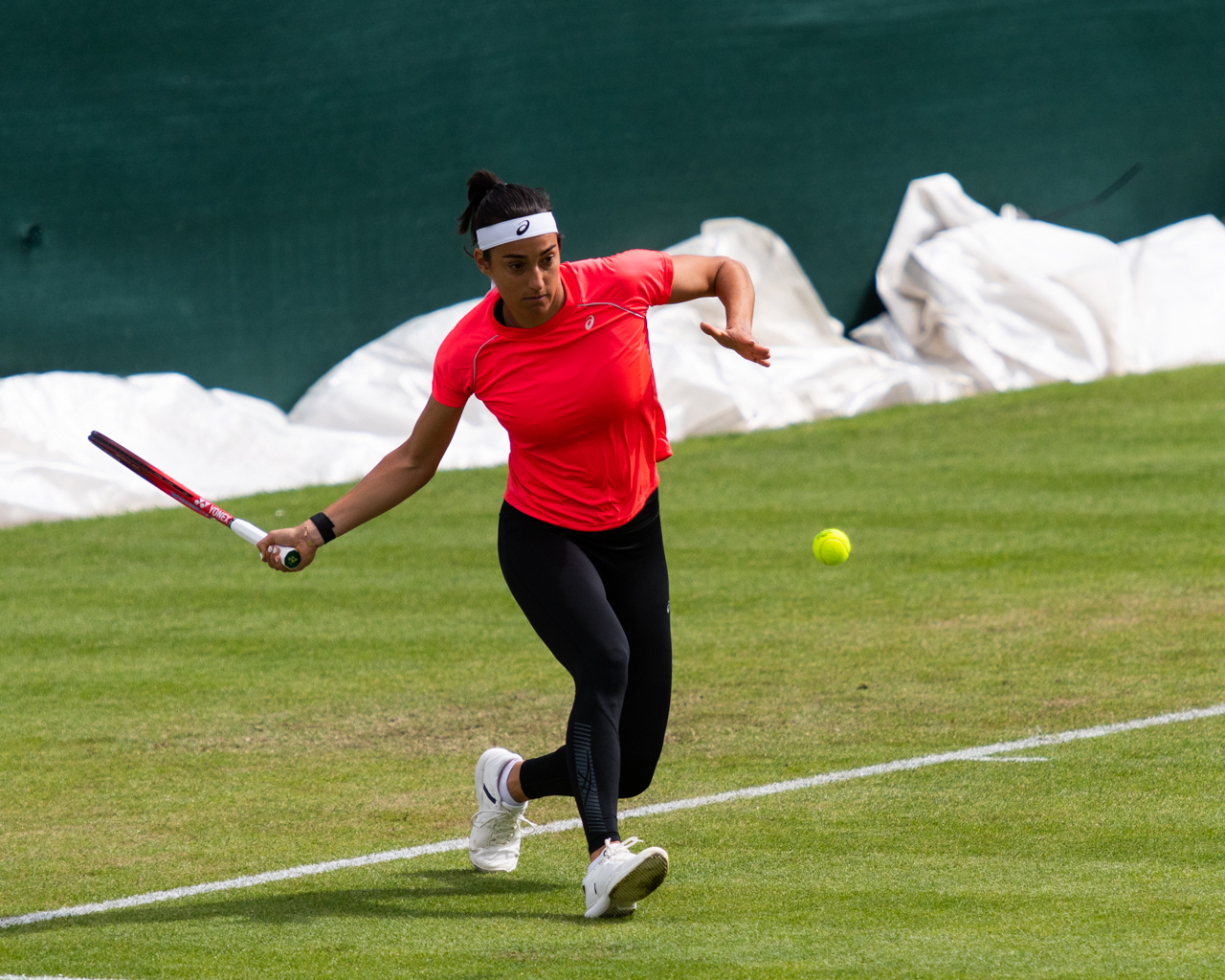
Trénink na Birmingham Classic 2022

Podruhé v kariéře se kvalifikovala do dvouhry Turnaje mistryň, na závěrečné WTA Finals hrané ve Fort Worth. Navázala tak na semifinálovou účast z roku 2017. Z druhého místa základní skupiny postoupila do semifinále, když v ní porazila Darju Kasatkinovou i Coco Gauffovou a podlehla světové jedničce Ize Świątekové. Po ztrátě pěti gamů postoupila do finále přes Marii Sakkariovou. V závěrečném utkání turnaje podruhé v sezóně přehrála Arynu Sabalenkovou a získala jedenáctý singlový titul na túře WTA. V průběhu zápasu se hrála jediná shoda a jediný brejkbol využila Garciaová v úvodní hře druhé sady. Ve 29 letech byla nejstarší členkou startovního pole a nejstarší finalistkou od Venus Williamsové z roku 2017. Stala se druhou francouzskou šampionkou Turnaje mistryň po Mauresmové z roku 2005. Jako třetí Francouzka dokázala v jediném roce vyhrát alespoň čtyři trofeje, čímž navázala na Mary Pierceovou (1998) a Amélii Mauresmovou (2001, 2004, 2005 a 2006). Finálovou výhrou nad sedmou hráčkou žebříčku Sabalenkovou si v roce 2022 připsala osmý vítězný zápas nad členkou první světové desítky, což se v rámci zástupkyň francouzského tenisu naposledy podařilo Mauresmové v sezóně 2006. Vrátila se tak na kariérní maximum, 4. příčku světové klasifikace.

## Finále na Grand Slamu

### Ženská čtyřhra: 3 (2–1)
| Stav       | rok  | turnaj          | povrch | spoluhráčka            | soupeřky ve finále                      | výsledek           |
| ---------- | ---- | --------------- | ------ | ---------------------- | --------------------------------------- | ------------------ |
| Vítězka    | 2016 | French Open     | antuka | Kristina Mladenovicová | Jekatěrina Makarovová Jelena Vesninová  | 6–3, 2–6, 6–4      |
| Finalistka | 2016 | US Open         | tvrdý  | Kristina Mladenovicová | Bethanie Mattek-Sandsová Lucie Šafářová | 6–2, 6–7(5–7), 4–6 |
| Vítězka    | 2022 | French Open (2) | antuka | Kristina Mladenovicová | Coco Gauffová Jessica Pegulaová         | 2–6, 6–3, 6–2      |

## Finále Turnaje mistryň

### Dvouhra: 1 (1–0)
| Stav    | rok  | turnaj                    | povrch    | soupeřka ve finále | výsledek      |
| ------- | ---- | ------------------------- | --------- | ------------------ | ------------- |
| Vítězka | 2022 | Fort Worth, Spojené státy | tvrdý (h) | Aryna Sabalenková  | 7–6(7–4), 6–4 |

## Finále na okruhu WTA
| Legenda                                                 |
| ------------------------------------------------------- |
| D – dvouhra; Č – čtyřhra                                |
| Grand Slam (2–1 Č)                                      |
| Turnaj mistryň (1–0 D)                                  |
| Premier Mandatory & Premier 5 / WTA 1000 (3–0 D, 1–3 Č) |
| Premier / WTA 500 (4–6 Č)                               |
| International / WTA 250 (7–5 D, 1–1 Č)                  |

### Dvouhra: 16 (11–5)
| Stav       | č.  | datum             | turnaj                                    | povrch    | soupeřka ve finále         | výsledek                |
| ---------- | --- | ----------------- | ----------------------------------------- | --------- | -------------------------- | ----------------------- |
| Vítězka    | 1.  | 13. dubna 2014    | Bogotá, Kolumbie                          | antuka    | Jelena Jankovićová         | 6–3, 6–4                |
| Finalistka | 1.  | 28. února 2015    | Acapulco, Mexiko                          | antuka    | Timea Bacsinszká           | 3–6, 0–6                |
| Finalistka | 2.  | 9. března 2015    | Monterrey, Mexiko                         | tvrdý     | Timea Bacsinszká           | 6–4, 2–6, 4–6           |
| Vítězka    | 2.  | 21. května 2016   | Štrasburk, Francie                        | antuka    | Mirjana Lučićová Baroniová | 6–4, 6–1                |
| Vítězka    | 3.  | 19. června 2016   | Mallorca, Španělsko                       | tráva     | Anastasija Sevastovová     | 6–3, 6–4                |
| Vítězka    | 4.  | 30. září 2017     | Wu-chan, Čína                             | tvrdý     | Ashleigh Bartyová          | 6–73–7, 7–67–4, 6–2     |
| Vítězka    | 5.  | 8. října 2017     | Peking, Čína                              | tvrdý     | Simona Halepová            | 6–4, 7–6(7–3)           |
| Vítězka    | 6.  | 14. října 2018    | Tchien-ťin, Čína                          | tvrdý     | Karolína Plíšková          | 7–6(9–7), 6–3           |
| Finalistka | 3.  | 25. května 2019   | Štrasburk, Francie                        | antuka    | Dajana Jastremská          | 4–6, 7–5, 6–7(3–7)      |
| Vítězka    | 7.  | 16. června 2019   | Nottingham, Spojené království            | tráva     | Donna Vekićová             | 2–6, 7–6(7–4), 7–6(7–4) |
| Vítězka    | 8.  | 25. června 2022   | Bad Homburg, Německo                      | tráva     | Bianca Andreescuová        | 6–7(5–7), 6–4, 6–4      |
| Vítězka    | 9.  | 31. července 2022 | Varšava, Polsko                           | antuka    | Ana Bogdanová              | 6–4, 6–1                |
| Vítězka    | 10. | 21. srpna 2022    | Cincinnati, Spojené státy                 | tvrdý     | Petra Kvitová              | 6–2, 6–4                |
| Vítězka    | 11. | 7. listopadu 2022 | Turnaj mistryň, Fort Worth, Spojené státy | tvrdý (h) | Aryna Sabalenková          | 7–6(7–4), 6–4           |
| Finalistka | 4.  | 5. února 2023     | Lyon, Francie                             | tvrdý (h) | Alycia Parksová            | 6–7(7–9), 5–7           |
| Finalistka | 5.  | 5. března 2023    | Monterrey, Mexiko                         | tvrdý     | Donna Vekićová             | 4–6, 6–3, 5–7           |

### Čtyřhra: 19 (8–11)
| Stav       | č.  | datum           | turnaj                           | povrch          | spoluhráčka               | soupeřky ve finále                       | výsledek               |
| ---------- | --- | --------------- | -------------------------------- | --------------- | ------------------------- | ---------------------------------------- | ---------------------- |
| Vítězka    | 1.  | 13. dubna 2014  | Bogota, Kolumbie                 | antuka          | Lara Arruabarrenová       | Vania Kingová Chanelle Scheepersová      | 7–6(7–5), 6-4          |
| Finalistka | 1.  | 27. září 2014   | Wu-chan, Čína                    | tvrdý           | Cara Blacková             | Martina Hingisová Flavia Pennettaová     | 4–6, 7–5, [10–12]      |
| Finalistka | 2.  | 12. října 2014  | Linec, Rakousko                  | tvrdý (h)       | Annika Becková            | Raluca Olaruová Anna Tatišviliová        | 2–6, 1–6               |
| Finalistka | 3.  | 18. října 2014  | Moskva, Rusko                    | tvrdý (h)       | Arantxa Parra Santonjaová | Martina Hingisová Flavia Pennettaová     | 3–6, 7–5               |
| Finalistka | 4.  | 10. ledna 2015  | Brisbane, Austrálie              | tvrdý           | Katarina Srebotniková     | Martina Hingisová Sabine Lisická         | 2–6, 5–7               |
| Finalistka | 5.  | 26. dubna 2015  | Stuttgart, Německo               | antuka (h)      | Katarina Srebotniková     | Lucie Šafářová Bethanie Mattek-Sandsová  | 4–6, 3–6               |
| Vítězka    | 2.  | 27. května 2015 | Eastbourne, Spojené království   | tráva           | Katarina Srebotniková     | Čan Jung-žan Čeng Ťie                    | 7–6(7–5), 6–2          |
| Finalistka | 6.  | 16. srpna 2015  | Toronto, Kanada                  | tvrdý           | Katarina Srebotniková     | Bethanie Mattek-Sandsová Lucie Šafářová  | 1–6, 2–6               |
| Finalistka | 7.  | 15. ledna 2016  | Sydney, Austrálie                | tvrdý           | Kristina Mladenovicová    | Martina Hingisová Sania Mirzaová         | 6–1, 5–7, [5–10]       |
| Finalistka | 8.  | 20. února 2016  | Dubaj, Spojené arabské emiráty   | tvrdý           | Kristina Mladenovicová    | Čuang Ťia-žung Darija Juraková           | 4–6, 4–6               |
| Vítězka    | 3.  | 10. dubna 2016  | Charleston, Spojené státy        | antuka (zelená) | Kristina Mladenovicová    | Bethanie Mattek-Sandsová Lucie Šafářová  | 6–2, 7–5               |
| Vítězka    | 4.  | 24. dubna 2016  | Stuttgart, Německo               | antuka (h)      | Kristina Mladenovicová    | Martina Hingisová Sania Mirzaová         | 2–6, 6–1, [10–6]       |
| Vítězka    | 5.  | 7. května 2016  | Madrid, Španělsko                | antuka          | Kristina Mladenovicová    | Martina Hingisová Sania Mirzaová         | 6–4, 6–4               |
| Vítězka    | 6.  | 5. června 2016  | French Open, Paříž, Francie      | antuka          | Kristina Mladenovicová    | Jekatěrina Makarovová Jelena Vesninová   | 6–3, 2–6, 6–4          |
| Finalistka | 9.  | 11. září 2016   | US Open, New York, Spojené státy | tvrdý           | Kristina Mladenovicová    | Bethanie Mattek-Sandsová Lucie Šafářová  | 6–2, 6–7(5–7), 4–6     |
| Finalistka | 10. | 9. října 2016   | Peking, Čína                     | tvrdý           | Kristina Mladenovicová    | Bethanie Mattek-Sandsová Lucie Šafářová  | 4–6, 4–6               |
| Vítězka    | 7.  | 5. června 2022  | French Open, Paříž, Francie (2)  | antuka          | Kristina Mladenovicová    | Coco Gauffová Jessica Pegulaová          | 2–6, 6–3, 6–2          |
| Vítězka    | 8.  | 25. června 2023 | Berlín, Německo                  | tráva           | Luisa Stefaniová          | Kateřina Siniaková Markéta Vondroušová   | 4–6, 7–6(10–8), [10–4] |
| Finalistka | 11. | 12. ledna 2024  | Adelaide, Austrálie              | tvrdý           | Kristina Mladenovicová    | Beatriz Haddad Maiová Taylor Townsendová | 5–7, 3–6               |

## Finále série WTA 125K
| Legenda                  |
| ------------------------ |
| D – dvouhra; Č – čtyřhra |
| WTA 125K (1–1 D; 1–0)    |

### Dvouhra: 2 (1–1)
| Stav       | č. | datum              | turnaj           | povrch    | soupeřka ve finále       | výsledek |
| ---------- | -- | ------------------ | ---------------- | --------- | ------------------------ | -------- |
| Vítězka    | 1. | 15. listopad 2015  | Limoges, Francie | tvrdý (h) | Louisa Chiricová         | 6–1, 6–3 |
| Finalistka | 1. | 20. listopadu 2016 | Limoges, Francie | tvrdý (h) | Jekatěrina Alexandrovová | 4–6, 0–6 |

### Čtyřhra: 1 (1–0)
| Stav    | č. | datum         | turnaj               | povrch      | spoluhráčka         | soupeřky ve finále                           | výsledek |
| ------- | -- | ------------- | -------------------- | ----------- | ------------------- | -------------------------------------------- | -------- |
| Vítězka | 1. | listopad 2013 | Tchaj-pej, Tchaj-wan | koberec (h) | Jaroslava Švedovová | Anna-Lena Friedsamová Alison Van Uytvancková | 6–3, 6–3 |

## Finále na okruhu ITF
| Dotace turnajů okruhu ITF | Dotace turnajů okruhu ITF |
| ------------------------- | ------------------------- |
| 100 000 $ tournaments     | 80 000 $ tournaments      |
| 75 000 $ tournaments      | 60 000 $ tournaments      |
| 50 000 $ tournaments      | 25 000 $ tournaments      |
| 15 000 $ tournaments      | 10 000 $ tournaments      |

### Dvouhra: 4 (1–3)
| Stav       | č. | datum             | turnaj                         | povrch | soupeřka ve finále      | výsledek      |
| ---------- | -- | ----------------- | ------------------------------ | ------ | ----------------------- | ------------- |
| Finalistka | 1. | 11. července 2010 | Aschaffenburg, Německo         | antuka | Mădălina Gojneaová      | 1–6, 0–6      |
| Finalistka | 2. | 11. dubna 2011    | Osprey, Florida, Spojené státy | antuka | Claire de Gubernatisová | 4–6, 4–6      |
| Finalistka | 3. | 8. srpna 2011     | Kazaň, Rusko                   | tvrdý  | Julia Putincevová       | 4–6, 2–6      |
| Vítězka    | 1. | 12. května 2013   | Cagnes-sur-Mer, Francie        | antuka | Maryna Zanevská         | 6–0, 4–6, 6–3 |

### Čtyřhra: 6 (4–2)
| Stav       | č. | datum           | turnaj                 | povrch      | spoluhráčka          | soupeřky ve finále                     | výsledek              |
| ---------- | -- | --------------- | ---------------------- | ----------- | -------------------- | -------------------------------------- | --------------------- |
| Vítězka    | 1. | 21. září 2009   | Espinho, Portugalsko   | antuka      | Elixane Lechemiaová  | Mishel Ochremčuková Morgane Ponsová    | 7–5, 6–1              |
| Finalistka | 1. | 10. srpna 2010  | Limoges, Francie       | antuka      | Claire Feuersteinová | Ljudmyla Kičenoková Nadija Kičenoková  | 7–6(7–5), 4–6, [8–10] |
| Vítězka    | 2. | 10. května 2011 | Saint-Gaudens, Francie | antuka      | Aurélie Védyová      | Anastasija Pivovarovová Olga Savčuková | 6–3, 6–3              |
| Finalistka | 2. | 15. října 2012  | Makinohara, Japonsko   | tráva       | Monique Adamczaková  | Eri Hozumiová Miju Katová              | 6–7(6–8), 3–6         |
| Vítězka    | 3. | 14. října 2012  | Su-čou, Čína           | tvrdý       | Timea Bacsinszká     | Jang Čao-süan Čao I-ťing               | 7–5, 6–3              |
| Vítězka    | 4. | 27. října 2012  | Tchaj-pej, Tchaj-wan   | koberec (h) | Čan Ťin-wej          | Lee Hua-chen                           | 4–6, 6–4, [10–6]      |

## Finále soutěží družstev: 2 (1–1)
| Výsledek   | č. | datum a místo konání                                                       | spoluhráči                                                                 | soupeři                                                                                   | skóre        | zdroj  |
| ---------- | -- | -------------------------------------------------------------------------- | -------------------------------------------------------------------------- | ----------------------------------------------------------------------------------------- | ------------ | ------ |
| Finalistka | 1. | Fed Cup 2016 12.–13. listopadu 2016 Štrasburk, Francie tvrdý, Rhénus Sport | Kristina Mladenovicová Alizé Cornetová Pauline Parmentierová               | Česko                                                                                     | 2–3 (detail) | [ 33 ] |
| Finalistka | 1. | Fed Cup 2016 12.–13. listopadu 2016 Štrasburk, Francie tvrdý, Rhénus Sport | Kristina Mladenovicová Alizé Cornetová Pauline Parmentierová               | Karolína Plíšková Petra Kvitová Barbora Strýcová Lucie Hradecká                           | 2–3 (detail) | [ 33 ] |
| Vítězka    | 1. | Fed Cup 2019 9.–10. listopadu 2019 Perth, Austrálie tvrdý, RAC Arena       | Kristina Mladenovicová Alizé Cornetová Fiona Ferrová Pauline Parmentierová | Austrálie                                                                                 | 3–2          | [ 10 ] |
| Vítězka    | 1. | Fed Cup 2019 9.–10. listopadu 2019 Perth, Austrálie tvrdý, RAC Arena       | Kristina Mladenovicová Alizé Cornetová Fiona Ferrová Pauline Parmentierová | Ashleigh Bartyová Ajla Tomljanovićová Samantha Stosurová Astra Sharmaová Priscilla Honová | 3–2          | [ 10 ] |

## Chronologie výsledků na Grand Slamu

### Ženská dvouhra
| Turnaj          | 2010 | 2011    | 2012    | 2013    | 2014    | 2015    | 2016    | 2017    | 2018    | 2019    | 2020    | 2021    | 2022    | 2023    | 2024    | SR     | V–P   |
| --------------- | ---- | ------- | ------- | ------- | ------- | ------- | ------- | ------- | ------- | ------- | ------- | ------- | ------- | ------- | ------- | ------ | ----- |
| Australian Open | A    | 2. kolo | Q3      | 1. kolo | 1. kolo | 3. kolo | 1. kolo | 3. kolo | 4. kolo | 3. kolo | 2. kolo | 2. kolo | 1. kolo | 4. kolo | 2. kolo | 0 / 13 | 16–13 |
| French Open     | Q1   | 2. kolo | 1. kolo | 2. kolo | 1. kolo | 1. kolo | 2. kolo | ČF      | 4. kolo | 2. kolo | 4. kolo | 2. kolo | 2. kolo | 2. kolo | 2. kolo | 0 / 14 | 18–14 |
| Wimbledon       | A    | Q2      | Q1      | 2. kolo | 3. kolo | 1. kolo | 2. kolo | 4. kolo | 1. kolo | 1. kolo | NH      | 1. kolo | 4. kolo | 3. kolo | 2. kolo | 0 / 11 | 13–11 |
| US Open         | A    | Q1      | Q2      | 2. kolo | 1. kolo | 1. kolo | 3. kolo | 3. kolo | 3. kolo | 1. kolo | 3. kolo | 2. kolo | SF      | 1. kolo | 1. kolo | 0 / 12 | 15–12 |
| výhry–prohry    | 0–0  | 2–2     | 0–1     | 3–4     | 2–4     | 2–4     | 4–4     | 11–4    | 8–4     | 3–4     | 6–3     | 3–4     | 9–4     | 6–4     | 3–4     | 0 / 50 | 62–50 |

### Ženská čtyřhra
| Turnaj          | 2011    | 2012    | 2013    | 2014    | 2015    | 2016    | 2017 | 2018 | 2019 | 2020 | 2021    | 2022    | 2023 | 2024    | SR     | V–P   |
| --------------- | ------- | ------- | ------- | ------- | ------- | ------- | ---- | ---- | ---- | ---- | ------- | ------- | ---- | ------- | ------ | ----- |
| Australian Open | A       | A       | A       | 3. kolo | 3. kolo | 3. kolo | SF   | A    | A    | A    | A       | 2. kolo | A    | ČF      | 0 / 6  | 14–6  |
| French Open     | 1. kolo | 1. kolo | 2. kolo | 1. kolo | 3. kolo | Vítěz   | A    | A    | A    | A    | A       | Vítěz   | A    | A       | 2 / 7  | 15–5  |
| Wimbledon       | A       | A       | Q1      | 2. kolo | 2. kolo | ČF      | A    | A    | A    | NH   | A       | A       | ČF   | 2. kolo | 0 / 5  | 10–5  |
| US Open         | A       | A       | 2. kolo | 2. kolo | ČF      | F       | A    | A    | A    | A    | 1. kolo | ČF      | A    |         | 0 / 6  | 13–6  |
| výhry–prohry    | 0–1     | 0–1     | 2–2     | 4–4     | 8–4     | 16–3    | 4–1  | 0–0  | 0–0  | 0–0  | 0–1     | 10–2    | 3–1  | 5–2     | 2 / 24 | 52–22 |

## Postavení na konečném žebříčku WTA

### Dvouhra
| Rok    | 2009 | 2010   | 2011   | 2012   | 2013  | 2014  | 2015  | 2016  | 2017 | 2018  | 2019  | 2020  | 2021  | 2022 | 2023  |
| Pořadí | 681. | ▲ 280. | ▲ 146. | ▲ 138. | ▲ 75. | ▲ 38. | ▲ 35. | ▲ 24. | ▲ 8. | ▼ 19. | ▼ 45. | ▲ 43. | ▼ 74. | ▲ 4. | ▼ 20. |

### Čtyřhra
| Rok    | 2009 | 2010   | 2011   | 2012   | 2013   | 2014  | 2015  | 2016 | 2017  | 2018 | 2019 | 2020   | 2021   | 2022  | 2023  |
| Pořadí | 887. | ▲ 601. | ▲ 309. | ▲ 167. | ▲ 115. | ▲ 26. | ▲ 14. | ▲ 2. | ▼ 73. | —    | 247. | ▲ 143. | ▼ 172. | ▲ 26. | ▼ 90. |